# Synagoge ulicy 3 Maja 9 (Chrzanów)
Koordinaten: 50° 8′ 25,8″ N, 19° 24′ 24,8″ O

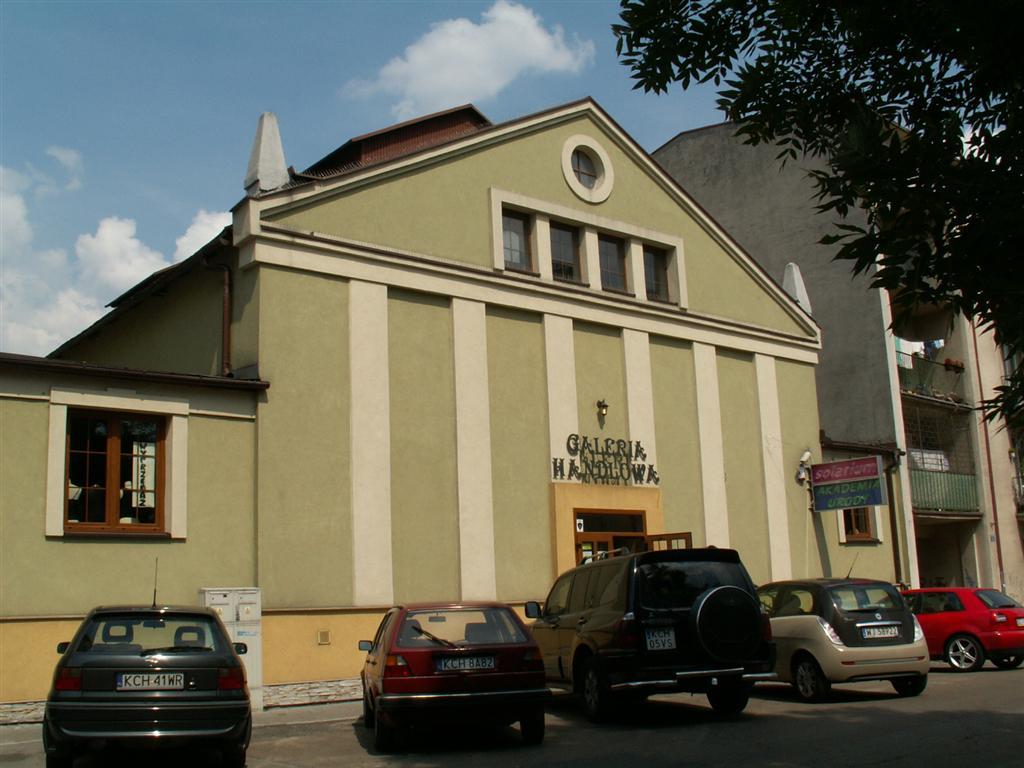
Synagoge in Chrzanów (2008)

Die Synagoge mit der Adresse Ulica 3 Maja 9 in Chrzanów, einer polnischen Stadt in der Woiwodschaft Kleinpolen, wurde im 19. Jahrhundert errichtet. Die profanierte Synagoge wird seit ihrer Renovierung als Kunstgalerie genutzt.